# Nerad
Nerad je vesnice, část obce Živanice v okrese Pardubice. Nachází se asi 1 km na západ od Živanic. V roce 2009 zde bylo evidováno 54 adres. V roce 2001 zde trvale žilo 145 obyvatel.
Nerad je také název katastrálního území o rozloze 1,84 km2.
Na jaře roku 2012 zde byla vybudována točna pro linku č. 18 MHD Pardubice. Zlepšila se tím dopravní obslužnost obce.

## Pamětihodnosti
- Krucifix

## Galerie

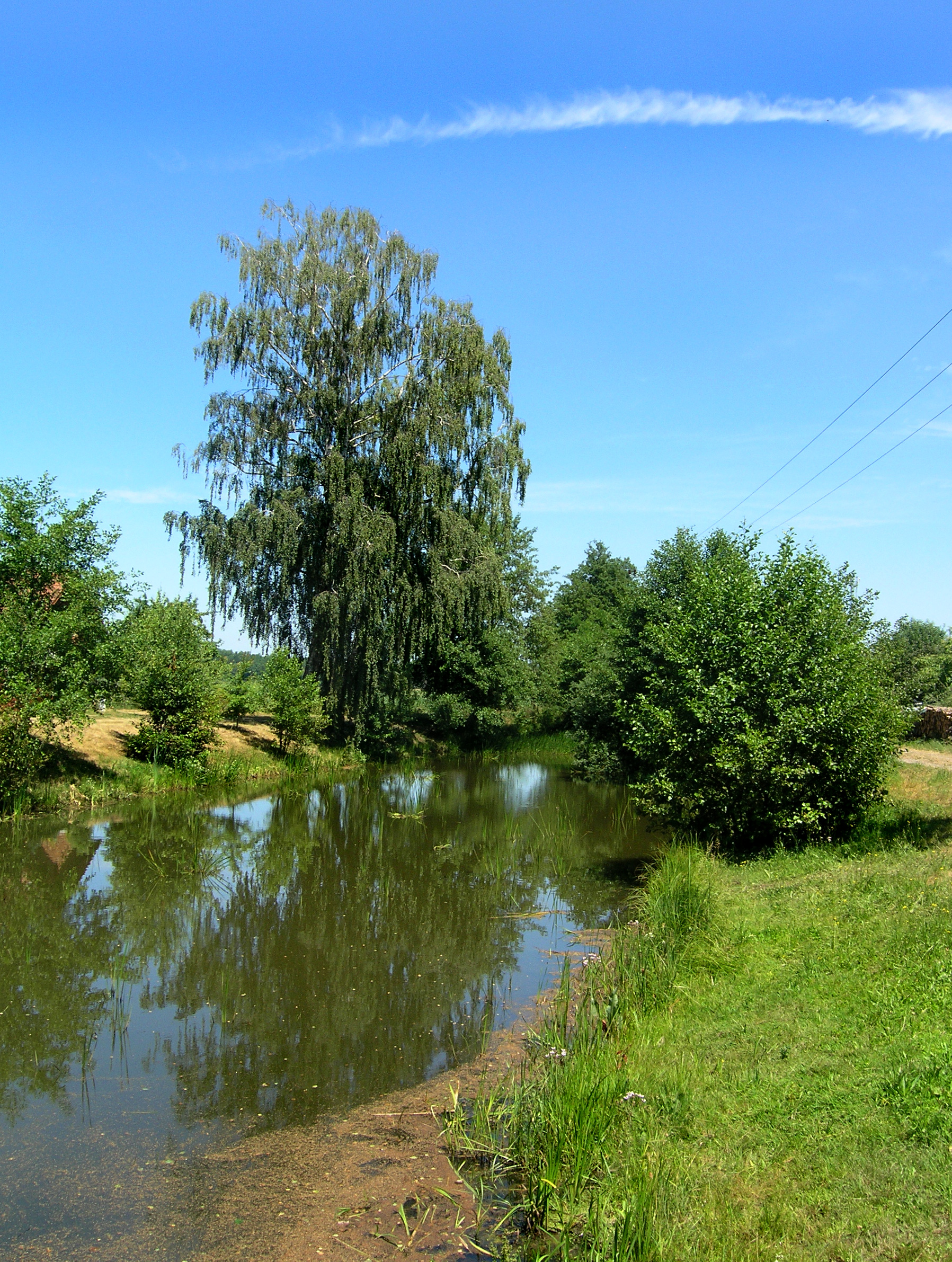
Rybníček
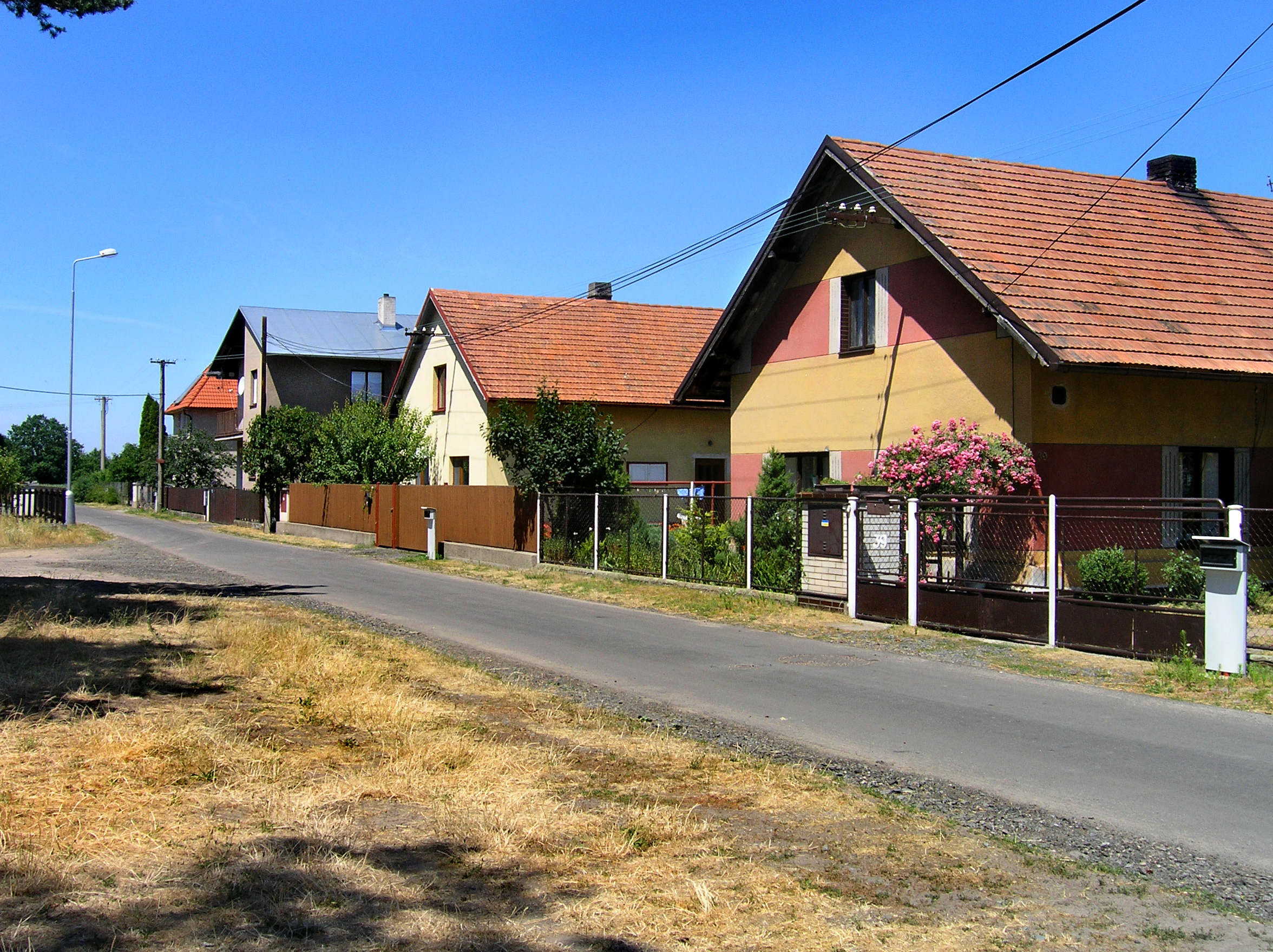
Severozápad vesnice